# Sporting Plaza Argel
El CF SPA Alicante, más conocido como SPA Alicante o simplemente SPA, es un club de fútbol de España de la ciudad de Alicante. Fue fundado en 1979, posee una estructura de fútbol femenino. Su principal equipo juega en Primera Nacional Femenina de España.

## Historia

### Origen (1979)
El Sporting CF Plaza de Argel, nació en el año 1979, cuando unos vecinos de la Plaza de Argel, en el humilde barrio de Virgen del Remedio, decidieron unirse para promover el fútbol en el barrio.
Desde 1, fue un club de fútbol masculino, con dedicación exclusiva al fútbol formativo, si bien, en alguna que otra época se dispuso de equipo amateur en regional. Sin embargo, en 1996, se creó la sección femenina.

### Apuesta por el fútbol femenino (1996)
En esta primera temporada se consiguió el campeonato liguero y de copa, ascendiendo a División de Honor (máxima categoría del fútbol femenino en España). Un ascenso, tras una sola temporada de andadura, el club se convirtió en la única referencia del fútbol femenino en Alicante y provincia.
No se pudo mantener la categoría, pero el fútbol femenino en Alicante, comenzó a hacerse hueco en el panorama deportivo alicantino. No se pudo mantener la categoría y descendió en su primera temporada, y, después, tras dos años en categoría autonómica, se consiguió un nuevo ascenso a División de Honor, categoría que se mantuvo deportivamente, pero tras la decisión de varios clubes, apoyados por el CSD y la RFEF, se creó la Superliga, en la que se invitó al club a participar en su primera edición, pero los motivos económicos no permitieron esa apuesta. Entonces, se empezó a competir en la denominada Primera Nacional (segunda categoría del fútbol femenino en España).
El club vivió una etapa dorada varias temporadas, con su primer equipo femenino siempre en los primeros puestos de la clasificación. En la temporada 2004-05, el club disponía de una plantilla incluso con jugadoras internacionales de otros países, y se consiguió el campeonato de liga en Primera Nacional, pero en la promoción de ascenso se cayó ante el Transportes Alcaine equipo de perfil similar al SPA y que desde ese ascenso se ha consolidado en el top femenino nacional.
En el siglo XXI, el club fue experimentando una especialización hacia el fútbol femenino, y debido al volumen de trabajo del femenino, derivó que su estructura masculina fuera reduciéndose hasta prácticamente no disponer de ella. El club, seguía creciendo, y se incorporaban nuevas jugadoras, que conformaban los equipos de la base, el número de jugadoras superaban la cifra de 60 jugadoras, todo un hito en aquellas fechas. Llegaban las primeras internacionalidades y los primeros fichajes importantes, Julia Vera, pasará a la historia por ser la primera jugadora del SPA femenino en ser internacional. Ese mismo año, fue campeona de Europa con la selección nacional sub-17. Gaby Trujillo, sin duda, la costarricense marcó un antes y un después con su llegada al club. El club, se empezaba a hacer un hueco en el panorama nacional.

### Hércules Femenino (2007–2013)
En 2007 hasta 2013, se firmó un acuerdo de colaboración con el Hércules Club de Fútbol, donde el club pasó a denominarse Hércules Femenino; si bien fue federativamente, siempre siguió llamándose Sporting Plaza Argel. Esos 6 años bajo el paraguas del Hércules, fue una época de bum del fútbol femenino en Alicante. Se crearon equipos benjamines y alevines, y se llegaron a tener hasta cinco equipos sénior.

### SPA Alicante (2013–actualidad)
En mayo de 2013, se produjo la desvinculación con el club herculano, y se volvió a apostar por el club que había maravillado a todos y todas a principios del siglo XXI. Instalado desde 2010 en el recién inaugurado campo municipal de Divina Pastora. Desde entonces, son ya más de 150 jugadoras las que practican fútbol femenino en el club amarillo.
Tras su desvinculación del Hércules, se viene apostando por las siglas SPA como identificativo del club, ya que sin querer perder su historia, el club ya no es aquel que nació en pleno corazón del barrio de Virgen del Remedio. La apuesta por el nombre SPA, sigue la línea de otros clubes europeos con siglas en su nombre, como el CSKA, PSV o el APOEL.
En abril de 2014 se hizo oficial que el club volverá a disponer de estructura masculina en todas las categorías para la temporada 2014-15, además de que se ha firmado un acuerdo de colaboración con el Kelme CF donde los jugadores más destacados del club tendrán la opción de progresar a nivel competitivo.

## Plantilla Temporada 2022/2023
Porteras
13. Palomares
22. Paula Sola
Defensas
2. Blanca
5. María V.
6. Aida
17. Vero
19. Carla
21. Alejandra
23. Valeria
Centrocampistas
14. Laura
18. Rizos
20. Paula Cano
Delanteras
4. Ana Aráez
7. Pawich
8. Pepa
9. Ainhoa
10. Vicedo
15. Yeni
25. Alika
Entrenador
Rafael Orts

## Presidentes
Cuatro han sido los presidentes del club, en estos años, el primero Antonio Agud, para después asumir la presidencia durante 22 años, Jesús Julio Cañizares, posteriormente y durante un año la presidencia fue de la mano de Jerónimo López y en 2008, Jesús Cañizares fue elegido presidente, cargo que ostenta en la actualidad.
- Antonio Agud (1979-1984)
- Jesús Julio Cañizares (1984-2007)
- Jerónimo López (2007-08)
- Jesús Emilio Cañizares (2008-)

## Estadio
- Campo de Fútbol Divina Pastora:
  - Dirección: C/ Fortuny, s/n
  - Dimensiones: 106×64 m
  - Aforo: 300 espectadores.

El SPA disputa sus partidos en el campo de fútbol de Divina Pastora. Se trata de una instalación municipal que se inauguró el 16 de mayo de 2010. Cuenta con un aforo de 300 espectadores. Dispone de vestuarios para equipos y árbitros, conserjería, aseos públicos y cafetería.

## Estructura de club

### Administración
| Posición       | Nombre          |
| -------------- | --------------- |
| Presidente     | Jesús Cañizares |
| Secretaria     | Carole C. Bouix |
| Vicepresidente | Tino Barcena    |

### Cuadro técnico
- Temporada 2014-15:

| Posición                | Nombre                    |
| ----------------------- | ------------------------- |
| Director deportivo      | Salva Lillo               |
| Coordinador femenino    | Jesús Cañizares           |
| Coordinadores masculino | José Gadea y Jesús Arenas |

### Equipos

#### SPA Femenino
- Temporada 2014-15:

| Equipo              | Categoría            |
| ------------------- | -------------------- |
| SPA Femenino A      | Segunda Nacional     |
| SPA Femenino B      | Liga Autonómica      |
| SPA Femenino C      | Primera Regional     |
| SPA Femenino D      | Segunda Regional     |
| SPA Femenino Base A | Fútbol Base Femenino |
| SPA Femenino Base B | Fútbol Base Femenino |

#### SPA Masculino
- Temporada 2015-2016

| Equipo                  | Categoría             |
| ----------------------- | --------------------- |
| Amateur                 | 2.ª Regional Grupo 13 |
| Juvenil (1997-98-99)    | 2.ª Regional          |
| Cadete (2000-2001)      | 2.ª Cadete            |
| Infantil (2002-2003)    | 2.ª Infantil          |
| Alevín (2004-2005)      | Campeonato Provincial |
| Benjamín (2006-2007)    | Campeonato Provincial |
| Prebenjamín (2008-2009) | Campeonato Provincial |
| Escuela (2010-2011)     | Escolares             |

## Jugadores y jugadoras

### SPA Femenino
A continuación se listan las jugadores internacionales en categorías inferiores y absolutas con su selección, que han vestido la camiseta del SPA:
- Julia Vera
- Estefanía Lima Díaz, Estefa
- María López Hidalgo, Marieta
- Sandra Paños
- Nerea Pérez
- Sonia Fraile
- Ana López
- Claudia Barea
- Helena Torres
- Gaby Trujillo
- Simona Vintila, Sim
- Eva Navarro

### SPA Masculino
Por el SPA Masculino han salido jugadores de la cantera que han llegado al fútbol profesional de máximo nivel, algunos internacionales en categorías inferiores como Curro Montoya que fue campeón de Europa sub-18 o Raúl Ruiz, que fue internacional sub-21. A continuación se listan jugadores que se formaron en el SPA:
- José Antonio Palomino
- José Végar
- Curro Montoya
- Raúl Ruiz

## Palmarés

### SPA Femenino

#### Torneos nacionales
- Campeonato Segunda División Femenina (1): 2014-15, 2017-18
- Campeonato Primera Nacional Femenina (1): 2004-05.
- Subcampeonato Primera Nacional Femenina (3): 2006-07, 2007-08, 2008-09.
- Subcampeonato 2ªDivisión Femenina G7 (1): 2013-2014
- Campeonato 2ªDivisión Femenina G7 (1): 2013-2014

#### Torneos regionales
- Campeonato de Copa Autonómica (2): 1997-98, 1998-99.
- Campeonato de Primera Regional (1): 1996-97.
- Campeón Copa Provincial (1): 1996-97.
- Subcampeonato Primera Regional (1): 1995-96.

#### Ascensos
- Ascenso a Primera Nacional Femenina (2): 1996-97, 1999-00.

### SPA Femenino B
- Campeón Provincial (1): 1999-00, 2000-01.
- Ascenso a Liga Autonómica (1): 2000-01.

### SPA Femenino C
- Subcampeonato Copa Provincial (1): 2002-03.

### SPA Femenino D
- Campeón Segunda Regional (1): 2011-12.

## Premios, reconocimientos y distinciones
- Finalista a Mejor Club Deportivo de la Provincia de 2015 en los Premios Deportivos Provinciales de la Diputación de Alicante (2016)[7][8]